# Panzerfaust
Panzerfaust je peti studijski album norveškog black metal-sastava Darkthrone. U Europi ga je u lipnju 1995. godine objavila diskografska kuća Moonfog Productions, a u Sjevernoj Americi The End Records.

## Pregled
Većina albuma slijedi glazbeni stil prisutan u ranim danima Celtic Frosta, poglavito u pjesmama "Triumphant Gleam", "The Hordes of Nebulah" i "Beholding the Throne of Might". Međutim, "gruba" produkcija albuma slijedi primjer prethodnog uratka Transilvanian Hunger (iz 1994.). Vokali su miksani glasno, na način da se čini kako instrumenti postaju tiši tijekom vokalnih dijelova. "Quintessence" sadrži tekst koji je napisao Varg Vikernes; to je Darkthroneov drugi i posljednji album s njegovim tekstom.
U listopadu 2010., Panzerfaust je ponovno objavila diskografska kuća Peaceville u inačici s dva CD-a te se na drugom CD-u nalaze Fenrizovi komentari o stvaranju albuma te temama pjesama. U svojim je izjavama Fenriz naveo Celtic Frostov Morbid Tales (iz 1984.), Bathoryjev Under the Sign of the Black Mark (iz 1987.) i Vaderov Necrolust (iz 1989.) kao glavne inspiracije za rifove na albumu.

## Popis pjesama
Tekstovi: Fenriz, osim gdje je naznačeno drugačije, glazba: Darkthrone.
| 1.    | »En vind av sorg« ("Vjetar tuge")                           | 6:21 |
| 2.    | »Triumphant Gleam«                                          | 4:24 |
| 3.    | »The Hordes of Nebulah«                                     | 5:33 |
| 4.    | »Hans siste vinter« ("Njegova posljednja zima")             | 4:50 |
| 5.    | »Beholding the Throne of Might«                             | 6:06 |
| 6.    | »Quintessence« (tekst: Varg Vikernes)                       | 7:38 |
| 7.    | »Snø og granskog (Utferd)« ("Snijeg i šuma smreka (Outro)") | 4:08 |
| 39:03 |                                                             |      |

## Zasluge
Darkthrone
- Nocturno Culto – vokali, ritam i solo gitara, bas-gitara
- Fenriz – vokali (skladba 7), bubnjevi, ritam gitara, sintesajzer, bas-gitara, dizajn

Ostalo osoblje
- Greifi Grishnackh – tekst (pjesme "Quintessence")[1]
- Tomas Lindberg – dizajn
- Mary-Ann Manninen – fotografija